# René Louiche Desfontaines
René Louiche Desfontaines (14 februari 1750 - 16 november 1833) was een Franse botanicus.
Desfontaines werd geboren in Tremblay in Bretagne. Hij volgde het Collège de Rennes en in 1773 ging hij naar Parijs om geneeskunde te studeren. Zijn interesse in de plantkunde ontstond door lezingen van Louis Guillaume Lemonnier bij de Jardin des Plantes. Hij blonk uit in zijn nieuwe vakgebied en werd verkozen als lid van de Académie des Sciences in 1783.
Desfontaines bracht twee jaar in Tunesië en Algerije en kwam terug met een grote collectie planten. Hij schreef Flora Atlantica (1798-1799, 2 dln), die 300 nieuwe geslachten toevoegde aan de wetenschap. In 1786 werd hij benoemd tot professor in de plantkunde aan de Jardin des Plantes, ter vervanging van Lemonnier. Later werd hij directeur van het Muséum national d'histoire naturelle, was een van de oprichters van het Institut de France, voorzitter van de Académie des Sciences, en verkozen in het Legioen van Eer.
Het geslacht Desfontainia is naar hem vernoemd.
- Bibsys: 12046932
- Bibliothèque nationale de France: cb124336840 (data)
- Author citation (botany): Desf.
- Catàleg d'autoritats de noms i títols de Catalunya: 981058513128306706
- CiNii: DA01797156
- Stuttgart Database of Scientific Illustrators 1450–1950: 6044
- Gemeinsame Normdatei: 104130717
- International Standard Name Identifier: 0000 0000 8120 5972
- Library of Congress Control Number: no2004046841
- Nationale Bibliotheek van Tsjechië: hka2014831386
- Nederlandse Thesaurus van Auteursnamen: 107617390
- Réseau des bibliothèques de Suisse occidentale: 02-A003172175
- LIBRIS: 266339
- SNAC: w6b28cnq
- Système universitaire de documentation: 033474745
- Museum of New Zealand Te Papa Tongarewa: 50768
- Trove: 1497224
- Virtual International Authority File: 41931980
- WorldCat: E39PBJjMBGw7dXvJRBPVmkjcT3